# Jannus Theodorus Bik
Jannus Theodorus Bik (Amsterdam, 13 januari 1796 - Buitenzorg, 1 oktober 1875) was de tweede zoon van Jan Bik en Jeanne Butin. Hij was tekenaar van beroep, evenals zijn broer Adriaan. Samen vergezelden zij Caspar Reinwardt van 27 februari 1821 tot 26 juni 1822 op een reis door het oostelijke gedeelte van de Indonesische archipel.

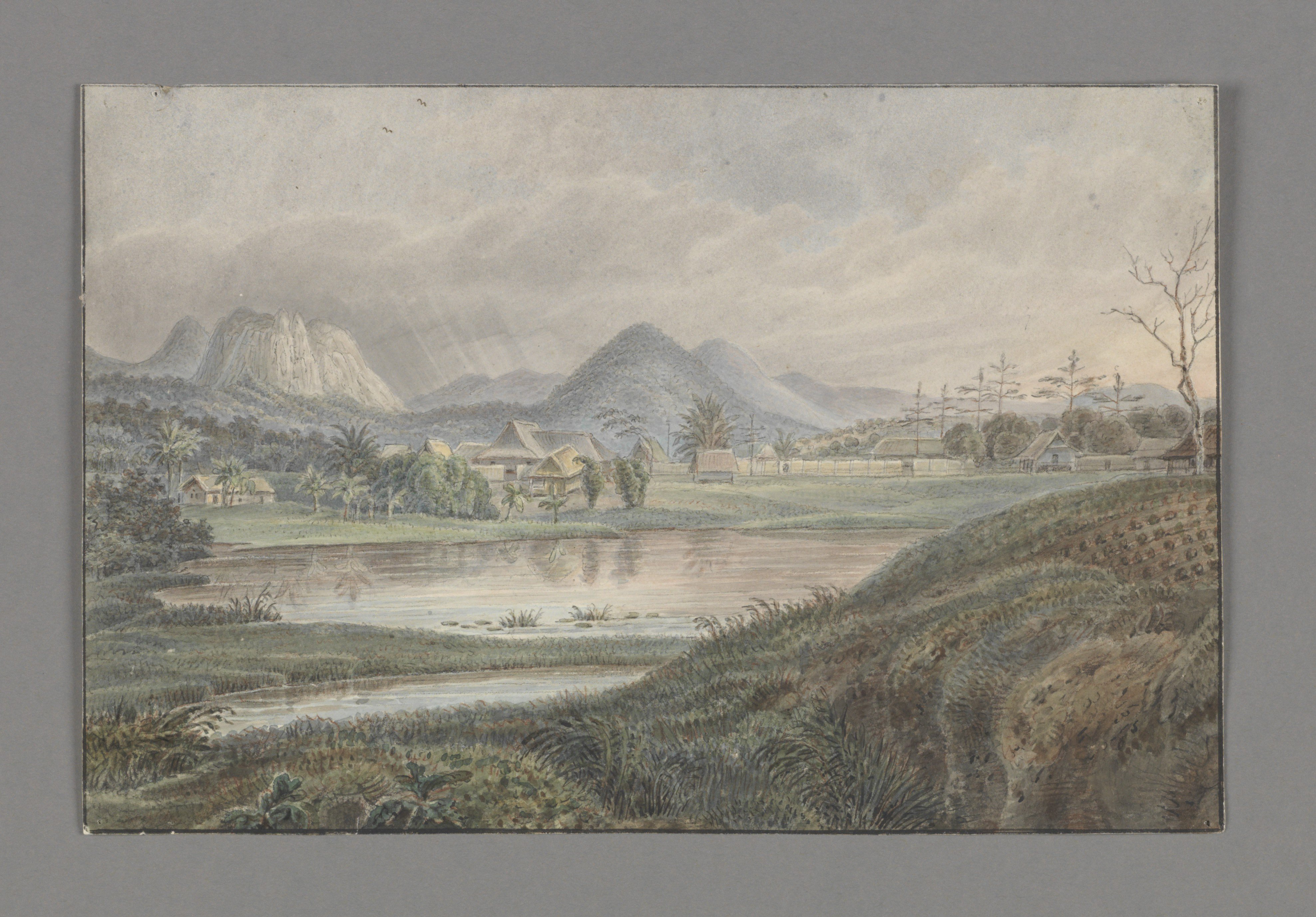
Tekening van Jannus Theodorus Bik, landschap bij Garoet (circa 1850)

Jannus Bik vertrok in 1816 naar Nederlands-Indië en werd als tweede tekenaar aangesteld bij de expeditie geleid door prof. dr. Reinwardt. In de hoedanigheid van tweede tekenaar maakte hij tijdens de expeditie tekeningen van uiteenlopende onderwerpen, als landschappen, oudheden, inwoners, bomen en planten.
Nadat Reinwardt de expeditie verliet in 1822 bleef Jannus Bik in Indonesië, waar hij in 1823 deel nam aan een expeditie door het westelijke gedeelte van de Residentie Bantam onder leiding van J.C. van Hasselt.
Vanaf 1826 functioneerde hij als vendumeester in Batavia. Hij pensioneerde in 1836, waarna hij zijn leven voortzette als planter en eigenaar van meerdere landgoederen op Java. Van zijn hand volgde nog de publicatie Aanteekeningen nopens een reis naar Bima, Timor, de Moluksche eilanden, Menado en Oost-Java, gedaan in 1821 en 1822 met den hoogleeraar C.G.C. Reinwardt in Tijdschr. Bat. Gen. XIV (1864), p. 125-183.
Een aantal van de tekeningen van Jannus Bik is aanwezig in de collectie van het Wereldmuseum te Leiden.